# Saori Higashi
Saori Higashi (8 de Abril de 1969)  é uma seiyu.

## Trabalhos
- Chosoku Spinner (TV) como Chuta Kogure
- Inuyasha (TV) como Jippo[carece de fontes?]
- Kindaichi Shōnen no Jikenbo: Kyūketsuki Densetsu Satsujin Jiken (special) como Junko Nekoma
- Kodocha (TV) como buchou (ep 63)
- Lovely Complex (TV) como Nobuko Ishihara
- Nintama Rantarou (TV) como Shouzaemon (Temporada 12-)
- Saiyuki (TV) como Gonou (criança)
- You're Under Arrest (TV) como Boy (ep 52)